# Schloss Diesenbach

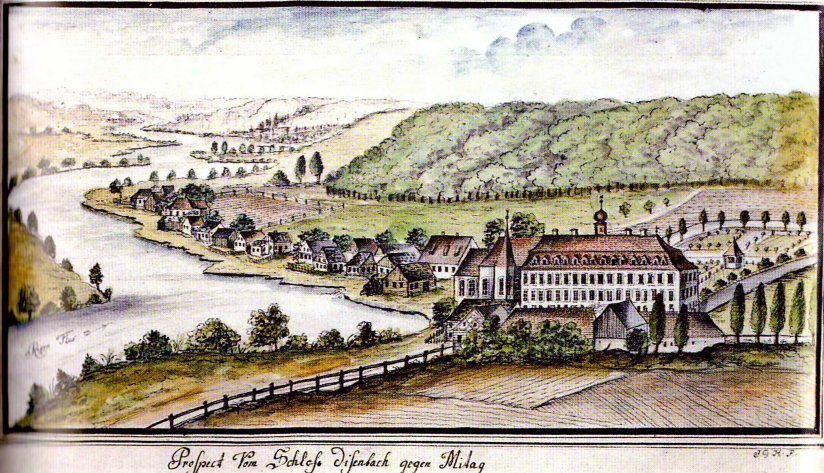
Schloss Diesenbach um 1800 nach einem Stich von Johann Georg Hämmerl

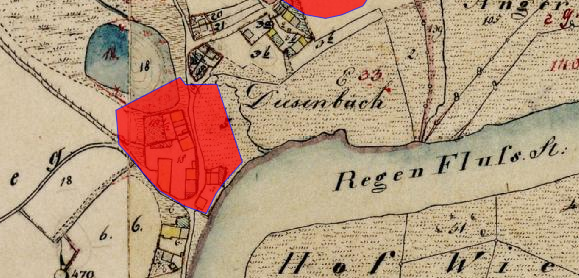
Lageplan von Schloss Diesenbach auf dem Urkataster von Bayern

Das abgegangene Schloss Diesenbach befand sich in der ehemaligen Gemeinde Diesenbach, einem heutigen Gemeindeteil von Regenstauf, und war direkt am Ufer des Regens gelegen. „Untertägige Befunde des abgegangenen Schlosses von Diesenbach“ werden als Bodendenkmal unter der Aktennummer D-3-6838-0111 geführt.

## Geschichte
Das Dorf Diesenbach wird von den Wittelsbachern zusammen mit dem Amt Regenstauf am 30. Januar 1458 an den Hansen Krottauer, seine Hausfrau M. Vierdung und deren Erben verpfändet. Am 3. Februar 1473 wird dieses Amt von Herzog Albrecht IV. von Bayern an den Hartung von Egloffstein als Pfleger übergeben. Zwischen 1473 und 1477 wurden Regenstauf und Diesenbach an den Marquart Stör verpfändet und ab dem 25. Januar 1468 an den Hans Walrab von Traidendorf.
Nach dem Landshuter Erbfolgekrieg kam die Gegend 1504 an das neu gegründete Herzogtum Pfalz-Neuburg. Der pfalzneuburgsche Landmarschall Hans Joachim von Perchtolzhofen auf Traidendorf übernahm 1563 Diesenbach und unter ihm wurde es zu einem Edelsitz. Nach dessen Tod 1596 übernahm sein Sohn Sebastian Wolfgang den Diesenbacher Besitz, auf ihn folgte bis 1639 Wilhelm von Perchtolzhofen.
Weitere Besitzer des Schlosses waren Ludwig Bartlmä Hausner zu Schmidmühlen und Weinbuch, 1654 folgt Balthasar Reinhard Praitschädel zu Pielenhofen und Wolfersdorf und 1662 erwarb Hans Ludwig von Grünthal, Herr auf Achleiten, Dielbach und Ottsdorf, das Schloss und Gut Diesenbach. Nach dessen Tod 1668 kommt es am 15. November 1668 an dessen Bruder Carl Ferdinand. Dieser verkauft den Besitz an das Jesuitenkolleg St. Paul in Regensburg um 3350 Gulden. Unter den Jesuiten wurde das Schloss zu einem Landgut ausgebaut, zudem wurde eine Landwirtschaftsschule errichtet. 1690 wurde eine Kapelle mit Turm und Uhr errichtet. Die Altäre waren der unbefleckten Empfängnis Mariens sowie den Heiligen Ignatius von Loyola und Franz Xaver geweiht, beide gelten als Begründer des Jesuitenordens. Das Gut diente zur Versorgung des Regensburger Jesuitenkollegs sowie als Sommersitz der Ordensgeistlichen.
1773, nach der Auflösung des Jesuitenordens, gelangte das Diesenbacher Schloss an den Bischof von Regensburg, Anton Ignaz von Fugger-Glött. Die Einnahmen dienten nun der Finanzierung eines Priesterseminars von St. Paul. Während der Koalitionskriege wurde 1801 im Schloss ein Militärlazarett eingerichtet. Der Eigentümer, das Schulinstitut St. Paul, verkaufte den Gutskomplex am 27. Dezember 1830 an den Regensburger Bauern Michael Schmidt; dieser zertrümmerte nach zwei Jahren den Besitz. Die drei Altäre der Kapelle und die Glocke des Schlussturmes wurden an die Sebastianskapelle von Regenstauf abgegeben. Der Besitz kam danach an wechselnde Privatpersonen.
Mitte des 19. Jahrhunderts zerstörte 1850 ein Brand die Schlossanlage. Die Reste des Bauwerkes wurden wegen Einsturzgefahr 1965 abgetragen. 1978 fiel der Zehentstadel des Schlosses einer Straßenerweiterung zum Opfer.

## Baulichkeit
Nach dem Ende des 18. Jahrhunderts angefertigten Stich des Schlosses von Johann Georg Hämmerl war das Schloss dreigeschossig und besaß ein Walmdach mit vierzehn Gaupen. Die Längsseite besaß 18 und die Schmalseite vier Fensterreihen. Auf der Flussseite befand sich die Marienkapelle und um das Schloss lagen landwirtschaftliche Gebäude, die 1695 neu errichtet worden waren. Der Stich zeigt auch eine große Mauer von 1697, die den Besitz umschloss.